# Sant'Angelo Lodigiano
Sant'Angelo Lodigiano is een gemeente in de Italiaanse provincie Lodi (regio Lombardije) en telt 12.684 inwoners (31-12-2004). De oppervlakte bedraagt 20,0 km², de bevolkingsdichtheid is 604 inwoners per km².

## Demografie
Sant'Angelo Lodigiano telt ongeveer 5098 huishoudens. Het aantal inwoners steeg in de periode 1991-2001 met 7,3% volgens cijfers uit de tienjaarlijkse volkstellingen van ISTAT.
| Jaar | Inwoneraantal |
| ---- | ------------- |
| 1991 | 11.277        |
| 2001 | 12.096        |

## Geografie
Sant'Angelo Lodigiano grenst aan de volgende gemeenten: Pieve Fissiraga, Borgo San Giovanni, Castiraga Vidardo, Marudo, Villanova del Sillaro, Villanterio (PV), Graffignana, Inverno e Monteleone (PV), Miradolo Terme (PV).

## Geboren
- Mario Beccaria (1920-2003), politicus
- Danilo Gallinari (1988), Basketbalspeler